# Rock Paper Shotgun
Rock Paper Shotgun (frühere Schreibweise Rock, Paper, Shotgun, kurz RPS) ist eine aus Großbritannien betriebene journalistische Website zum Thema Computerspiele. Die Seite wird in Blogform von einer Redaktion unter der Leitung von Chefredakteurin Katharine Castle betreut und vom Unternehmen Gamer Network herausgegeben. Der Blog wurde im Juli 2007 von den freischaffenden Printjournalisten Kieron Gillen, Alec Meer, Jim Rossignol und John Walker gegründet. Rock Paper Shotgun ging 2010 eine Partnerschaft mit Eurogamer ein, die mit der Übernahme durch Gamer Network 2017 endete. Im Mai 2024 wurde der Blog von IGN übernommen.
Rock Paper Shotgun schreibt über kommende große Titel und kleinere Indie-Werke und erstellt Tests (Reviews), Vorschauberichte (Previews) und Interviews in Zusammenhang mit Computerspielen und der Computerspielbranche.

## Inhalte
Rock Paper Shotgun schreibt über kommende große Titel und kleinere Indie-Werke und erstellt Tests (Reviews), Vorschauen (Previews) und Interviews in Zusammenhang mit Computerspielen und der PC-Spieleindustrie.
Die Beiträge auf Rock Paper Shotgun sind in Kategorien unterteilt, wobei einige häufiger veröffentlicht werden:
- Diary: Die Eindrücke eines Spiels werden in Tagebuchform präsentiert, wobei sie oft aus der Perspektive von mehreren verschiedenen Autoren geschrieben sind. Oft wird dies in mehrere Teile untergliedert und erhält mehrere Aktualisierungen. Ein Beispiel ist Solium Infernum: The Complete Battle for Hell,[6] oder Diary Of A Nobutoki: Sengoku.[7] Diese Artikel unterscheiden sich von Tests, da sie nicht versuchen, das Spiel objektiv zu bewerten, sondern stattdessen die subjektive Erfahrung der Autoren beschreiben.
- The Sunday Papers: Eine wöchentliche Zusammenfassung von Neuigkeiten in Bezug auf Computerspiele.
- Wot I Think: Ein Test eines bestimmten Spiels, wobei der Autor seine Gedanken beim ersten Durchspielen ausführt.
- Have you played...: Eine täglich erscheinende Retrospektive auf ein (üblicherweise nicht aktuelles) Spiel[8]